# Mount Ford
Mount Ford är ett berg i Antarktis. Det ligger i Östantarktis. Nya Zeeland gör anspråk på området. Toppen på Mount Ford är 2 580 meter över havet.
Terrängen runt Mount Ford är varierad. Ford ligger uppe på en höjd som går i nord-sydlig riktning. Trakten är obefolkad. Det finns inga samhällen i närheten. 